# Bhowali
Bhowali è una suddivisione dell'India, classificata come municipal board, di 5.302 abitanti, situata nel distretto di Nainital, nello stato federato dell'Uttarakhand. In base al numero di abitanti la città rientra nella classe V (da 5.000 a 9.999 persone).

## Geografia fisica
La città è situata a 29° 22' 60 N e 79° 31' 0 E e ha un'altitudine di 1.653 m s.l.m..

## Società

### Evoluzione demografica
Al censimento del 2001 la popolazione di Bhowali assommava a 5.302 persone, delle quali 2.846 maschi e 2.456 femmine. I bambini di età inferiore o uguale ai sei anni assommavano a 598, dei quali 309 maschi e 289 femmine. Infine, coloro che erano in grado di saper almeno leggere e scrivere erano 4.248, dei quali 2.348 maschi e 1.900 femmine.